# مارک کارو
مارک کارو (فرانسوی: Marc Caro‎؛ زادهٔ ۲ آوریل ۱۹۵۶) یک فیلم‌نامه‌نویس، هنرپیشه، کارتونیست و کارگردان فیلم اهل فرانسه است.
از فیلم‌ها یا برنامه‌های تلویزیونی که وی در کارگردانی و نویسندگی آن نقش داشته است می‌توان به شهر کودکان گمشده و اغذیه‌فروشی اشاره کرد.